# Fritillaria lagodechiana
Fritillaria lagodechiana là một loài thực vật có hoa trong họ Liliaceae. Loài này được Kharkev. miêu tả khoa học đầu tiên năm 1966.